# Philippe Druillet
Philippe Druillet (Toulouse, 1944. június 28. –) francia képregényrajzoló, grafikus.
Gyerekkorát Spanyolországban töltötte, főiskolai tanulmányai után Párizsban volt fényképész. 1965-ben megismerkedett Eric Losfelddel, későbbi kiadójával. 1966-ban már megjelenik egy rövid képregénye, mégis egészen 1969-ig inkább illusztrációkat, posztereket rajzol a Galaxie és a Fiction tudományos-fantasztikus magazinok számára.
1969-ben találta ki a Pilote képregénymagazin számára legismertebb hősét, Lone Sloane-t, akinek szokatlan utazásait egészen 2012-ig írja folyamatosan. 1972-ben hat utazás már kötetben is megjelent.
Alapítója a Humanoidák Társaságának Jean Giraud-val, Jean-Pierre Dionett-val és Bernard Farkassal. Ő írta meg Giraud-nak a Proxima Centauri szövegét, ezzel a  négyoldalas történet az Arzach sorozat nem hivatalos kezdete.
A Métal Hurlent számára készített még a Lone Sloane-hoz hasonló kemény fantasysorozatokat (Delirius, Yragael, Urm le fou).

## Kritikai visszhang
Druillet rajzai áttörték a szokványos panelbeosztást. Kuczka Péter az LSD- vagy a meszkalinlátomásokhoz hasonlítja őket. Míg egyes rajzai legapróbb részletekig kidolgozottak, mást elnagyol, emiatt a kritika eleinte fanyalgással fogadta.

## Díjai, elismerései
- Yellow kid díj – 1972, Lucca; 1997, Róma
- Nemzeti Képregényszövetség 1. díja – 1972, New York
- Phénix Díj – 1972, Párizs
- Angolumele 15. Nemzetközi Képregényszalon Díja – 1988
- Nemzeti Grafikai Nagydíj – 1996